# Diodontus
Diodontus  (лат.) — род песочных ос (Crabronidae) из подсемейства Pemphredoninae. Более 80  видов.

## Распространение
В мире 76 видов, в Палеарктике 47, в России 18 видов.
Встречаются повсеместно (кроме Австралии и Южной Америки), но большая часть видов отмечены в Палеарктике. Треть видов найдены в Неарктике. В Казахстане известно 23 вида. 

## Описание
Мелкие осы, гнездящиеся в земле. Переднеспинка закругленная или с поперечным  килем. Глаза внизу немного сближенные. Передние крылья с 1 субдискоидальной и 2 дискоидальными ячейками. Птеростигма мелкая,  субмаргинальная ячейка крупнее её. Усики самца 13-члениковые, самки — 12-члениковые. Нижнечелюстные щупики состоят из 6 члеников, а нижнегубные — из 4. Охотятся на равнокрылых (Homoptera), в основном, из семейства настоящие тли (Aphididae), а также возможно и на цикадовых Typhlocybidae.

## Классификация
Около 80  видов.
- Diodontus ammobius Budrys
- Diodontus argentifrons Kazenas
- Diodontus budrysi Kazenas
- Diodontus cilisternus Budrys
- Diodontus collaris  Tsuneki
- Diodontus denticollis  Tsuneki
- Diodontus gussakovskiji  Budrys
- Diodontus handlirschi Kohl
- Diodontus hyalipennis Kohl
- Diodontus kohli  Tsuneki
- Diodontus kuroo  Tsuneki
- Diodontus luperus  Shuckard
- Diodontus medius  Dahlbom
- Diodontus merisuoi  Kazenas
- Diodontus mitjaevi  Kazenas
- Diodontus minutus  (Fabricius)
- Diodontus montanus  Kazenas
- Diodontus reophilus  Budrys
- Diodontus ruficornis  F.Morawitz
- Diodontus rugulosus  Budrys
- Diodontus talgarensis  Kazenas
- Diodontus tristis (Van der Linden, 1829) (= Pemphredon tristis Van der Linden, 1829) typus
- Diodontus tobiasi  Kazenas
- Diodontus turkestanicus Budrys